# Seznam slovenskih kajakašev
Seznam slovenskih kajakašev.

## A
- Jernej Abramič
- Simon Artelj
- Alenka Artnik (kasneje potapljačica)

## B
- Jakob Bajt
- Sara Belingar
- Andrej Bijuklič (ekstremni)
- Nina Bizjak
- Pavel Bone

## C
- Živa Cankar (1969)

## Č
- Marko Černe
- Albin Čižman starejši (1937-2020)
- Albin Čižman (ml.)
- Luka Čižman

## D
- Vid Debeljak
- Helena Domajnko
- Branko Drovenik - Funa

## F
- Dejan Fabčič (parakajakaš)
- Matjaž Fistravec

## G
- Robert Golob
- Andrej Grobiša

## H
- Eva Alina Hočevar
- Andrej Humar

## J
- Žan Jakše
- Anže Janežič
- Jure Janežič
- Tomaž Javornik
- Jaka Jazbec
- Andrej Jelenc?

## K
- Tine Kancler
- Peter Kauzer
- Matic Klobučar
- Uroš Kodelja
- Tim Kolar
- Jernej Korenjak
- Ajda Kozorog
- Urša Kragelj
- Dejan Kralj
- Vid Kuder Marušič

## L
- Ema Lampič
- Lovro Leban
- Jan Ločnikar

## M
- Jana Mali, kajakašica
- Nada Mali Vene
- Rok Markočič
- Fedja Marušič
- Ines Matuc
- Marin Medak
- Mia Medved
- Jure Meglič
- Igor Mlekuž? (ekstremni)
- Cveto Močnik
- Miran Mozetič

## N
- Andrej Nolimal
- Ajda Novak
- Lea Novak (*2000)

## O
- Anja Osterman
- Bojan Ovčak
- Mato Ovčak
- Simon Oven

## P
- Jure Pellegrini
- Marko Petek
- Janez Polajnar
- Špela Ponomarenko Janić
- Urša Poženel?
- Toni Prijon (starejši)
- Toni Prijon (ml.)

## R
- Jože Ropret
- Rok Rozman

## S
- Matjaž Savšek
- Benjamin Savšek (prvotno)
- Janez Skok
- Meta Skok
- Martin Srabotnik
- Jože Srebrnič (kajakaš)

## Š
- Uroš Škander
- Ana Šteblaj
- Miha Štricelj
- Marjan Štrukelj

## T
- Eva Terčelj
- Matic Terčelj
- Miha Terdič
- Dejan Testen
- Niko Testen
- Lan Tominc?

## U
- Anže Urankar
- Jure Urbanc

## V
- Aleš Vest
- Viktor Vest
- Aleš Vrabič

## Z
- Milan Zadel ?
- Jošt Zakrajšek

## Ž
- Luka Žgajnar
- Nejc Žnidarčič
- Peter Žnidarčič
- Jernej Župančič Regent?